# Pittore di Lipari
Pittore di Lipari (in greco antico: Exēkíās?; fl. III secolo a.C.) è il nome convenzionale assegnato ad un anonimo pittore siceliota di vasi policromi, attivo nell'Italia meridionale nel periodo di transizione tra la fine dell'era classica e l'inizio del periodo ellenistico (prima metà del III secolo a.C.). Deve il suo nome al fatto che quasi tutti i vasi a lui attribuiti provengono dall'isola di Lipari.

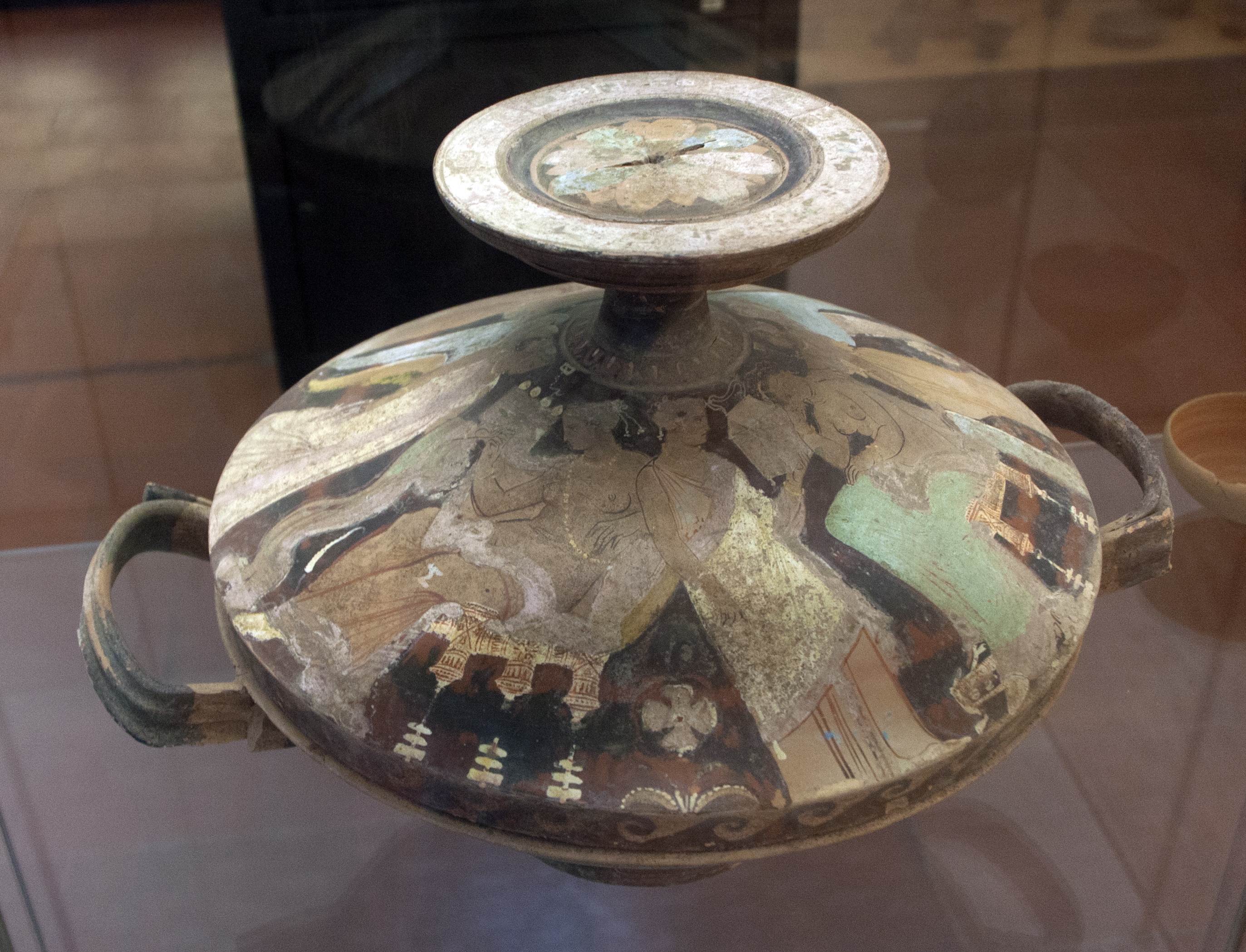
Ceramica del Pittore di Lipari

Il pittore di Lipari è un anonimo pittore siciliano di vasi policromi greci che era attivo nell'Italia meridionale nel periodo di transizione tra la fine dell'era classica e l'inizio del periodo ellenistico (prima metà del III secolo a.C.).

## Lo stile
È di Arthur Dale Trendall il merito di aver primo identificato la mano di questo pittore di vasi. Secondo Trendall, questo pittore si installò sulla costa settentrionale della Sicilia e la presenza della sua produzione a Lipari è risultata da importazione. Madeleine Cavalier ha mostrato da allora, basandosi sui nuovi vasi della necropoli di Lipari attribuibili a questo pittore, sembra essere più probabile che si tratti di una produzione locale di Lipari. Trendall ha datato le produzioni del pittore di Lipari nell'ultimo quarto del IV secolo a.C. basandosi sui risultati dei nuovi scavi, Madeleine Cavalier ha ritenuto di abbassare questa datazione di circa venti anni, mentre  gli studi più recenti, di M. Denoyelle, S. Barresi, F. Caruso e M.A. Mastelloni hanno ricondotto l'attività della bottega all'ultimo ventennio del IV sec. ed al primo decennio del III sec. a.C..
La tecnica utilizzata combina la tecnica dei vasi con figure rosse e vari colori: blu, giallo, bianco, applicato alla tempera dopo la cottura, il che rende questi colori fragili. Il loro fissaggio è facilitato dall'uso del caolino, come strato preparatorio. Le ceramiche sono di uso non esclusivamente funerario, i vasi più riprodotti erano la lekane, la pisside skyphoide e il lebes gamikos. Vi sono anche piccoli vasetti come: aryballoi. lekythoi, bottiglie e alabastra contenenti in genere profumi.
L'importanza del pittore di Lipari risiede nella volontà di rendere originali delle figurazioni standardizzate per i riti funerari, con le medesime immagini e stili. Egli varia la gamma di colori di uno stile di Gnathia aggiungendo motivi vegetali, ovuli, kymatia dorici o lesbico-tarantini e fasce d'angolo.
Egli aveva degli alunni o dei continuatori, come il pittore della Sphendone bianca, il pittore di Tre Nikè, il pittore della Colomba, il pittore di Falcone.
La maggior parte dei vasi del pittore di Lipari proviene dalla necropoli di Ctd. Diana sull'isola, ma anche dal Santuario periurbano ex proprietà Maggiore ed è esposta principalmente nella sala XXIV del Museo Archeologico Regionale Eoliano.

## Galleria d'immagini

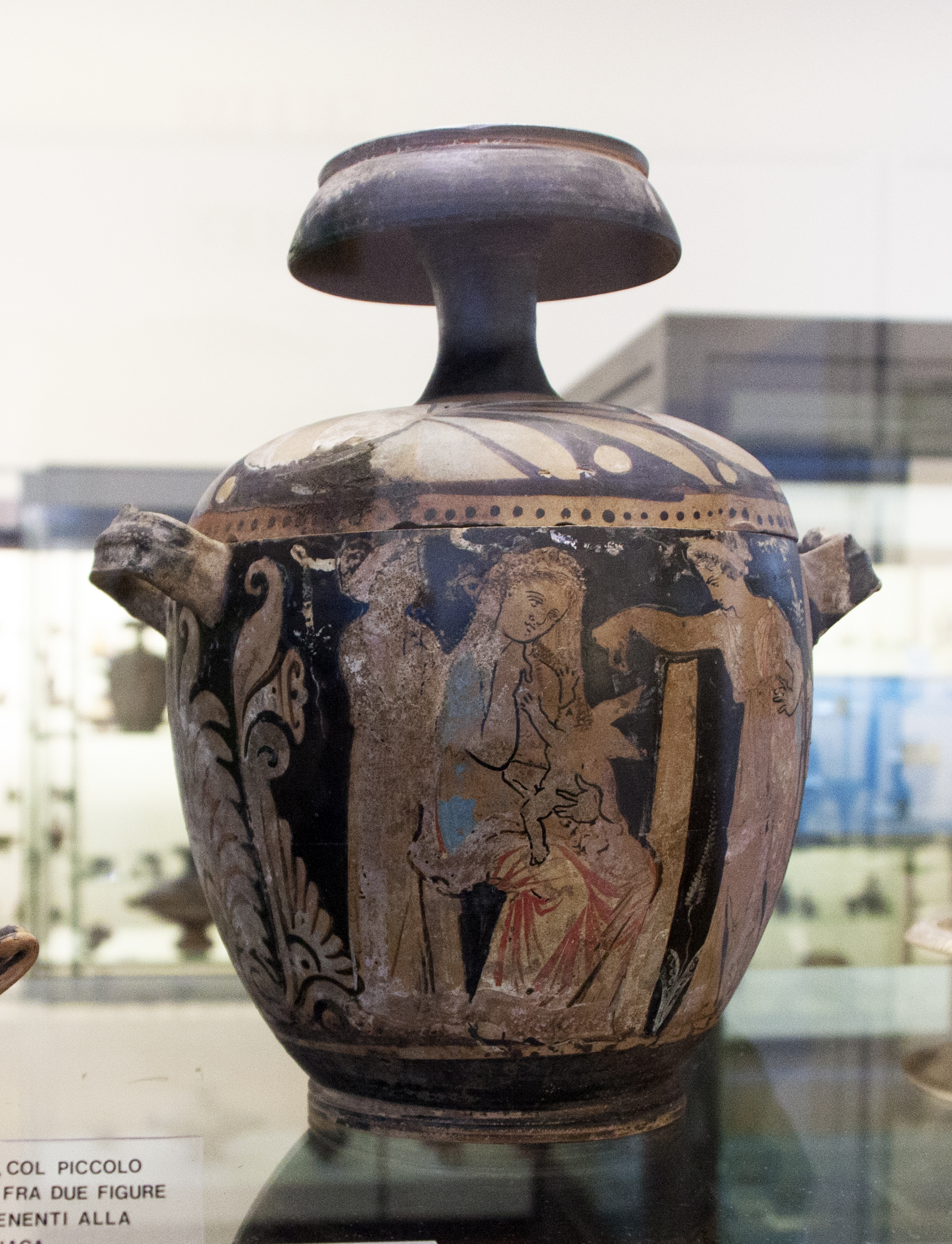
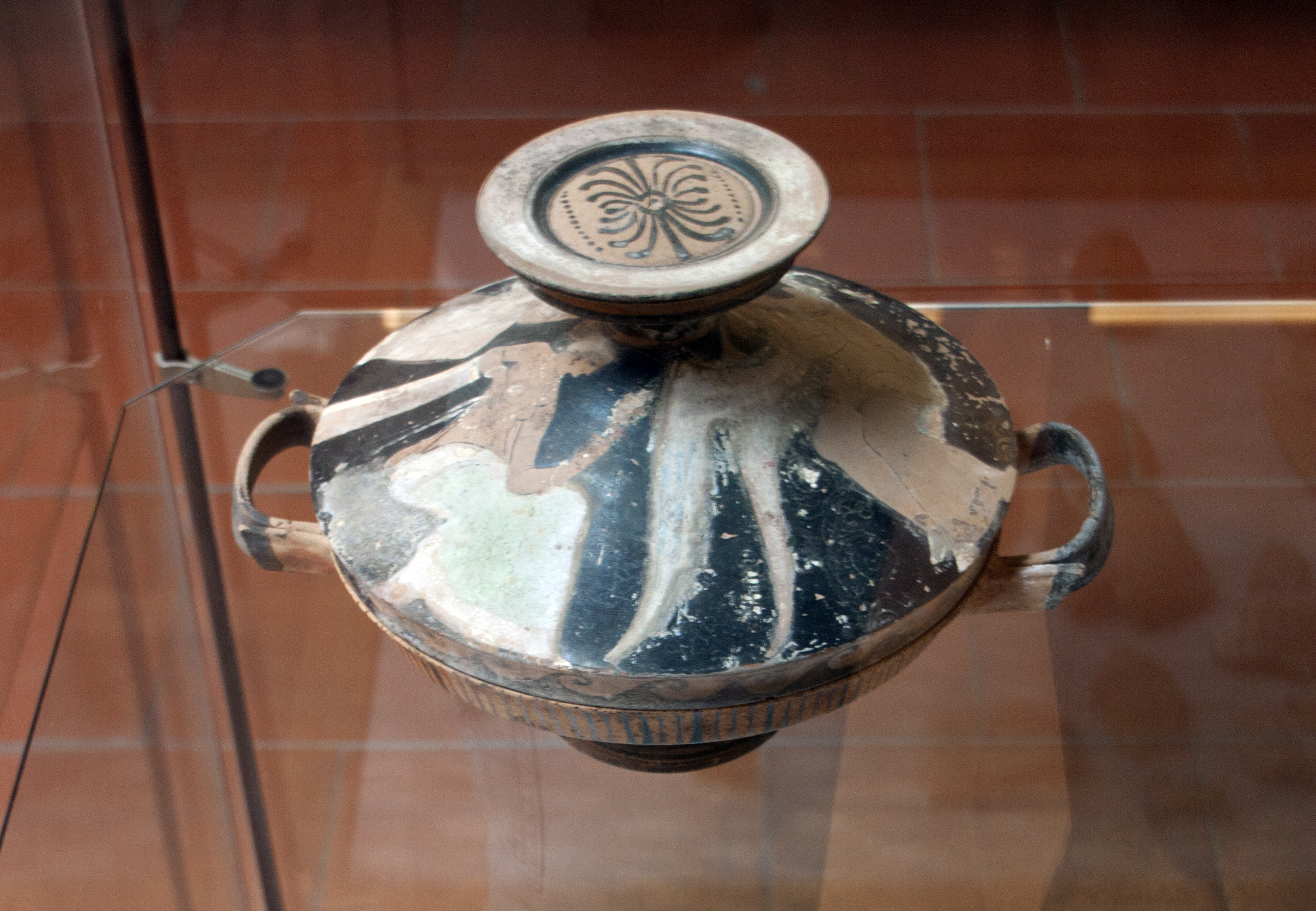
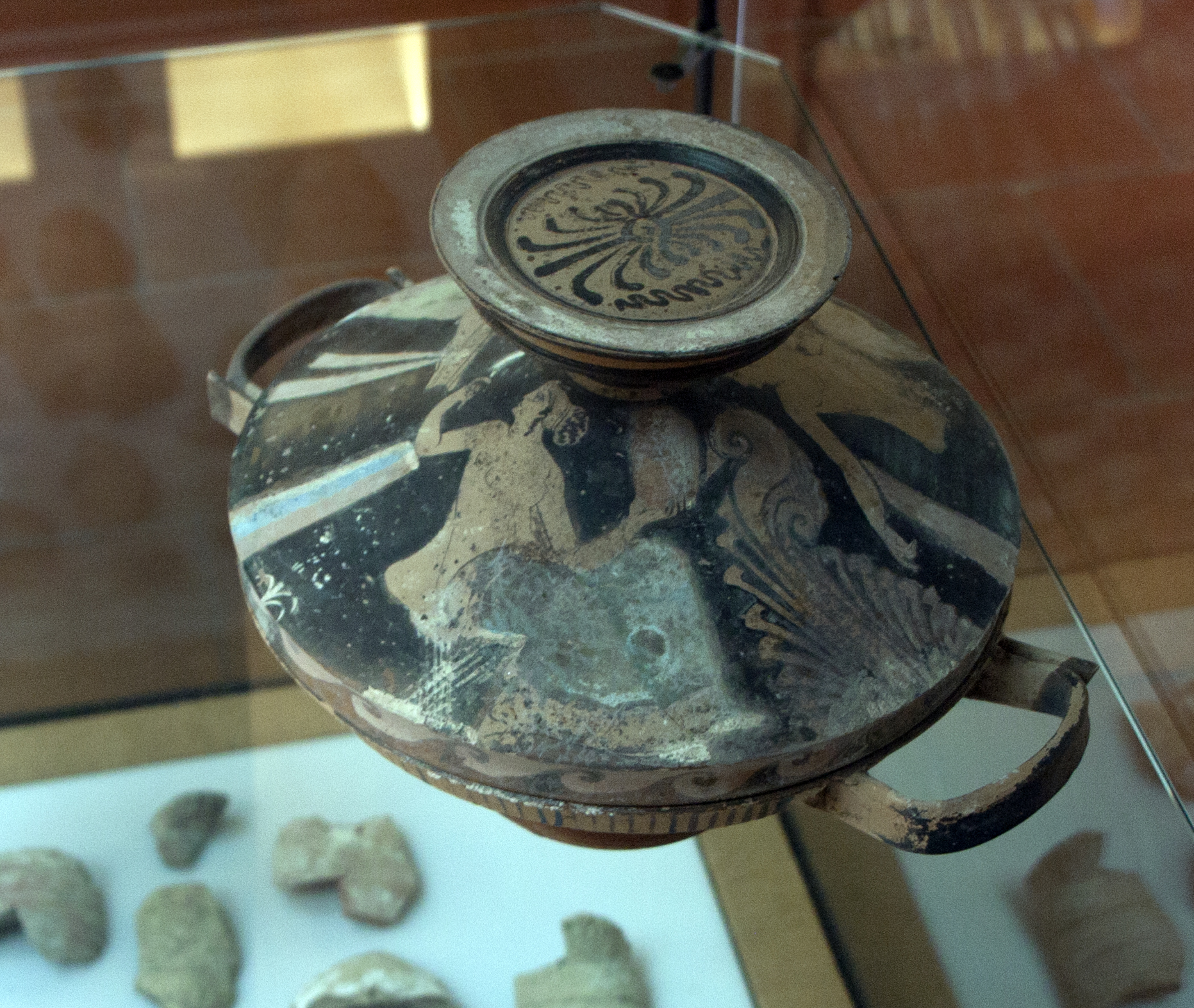
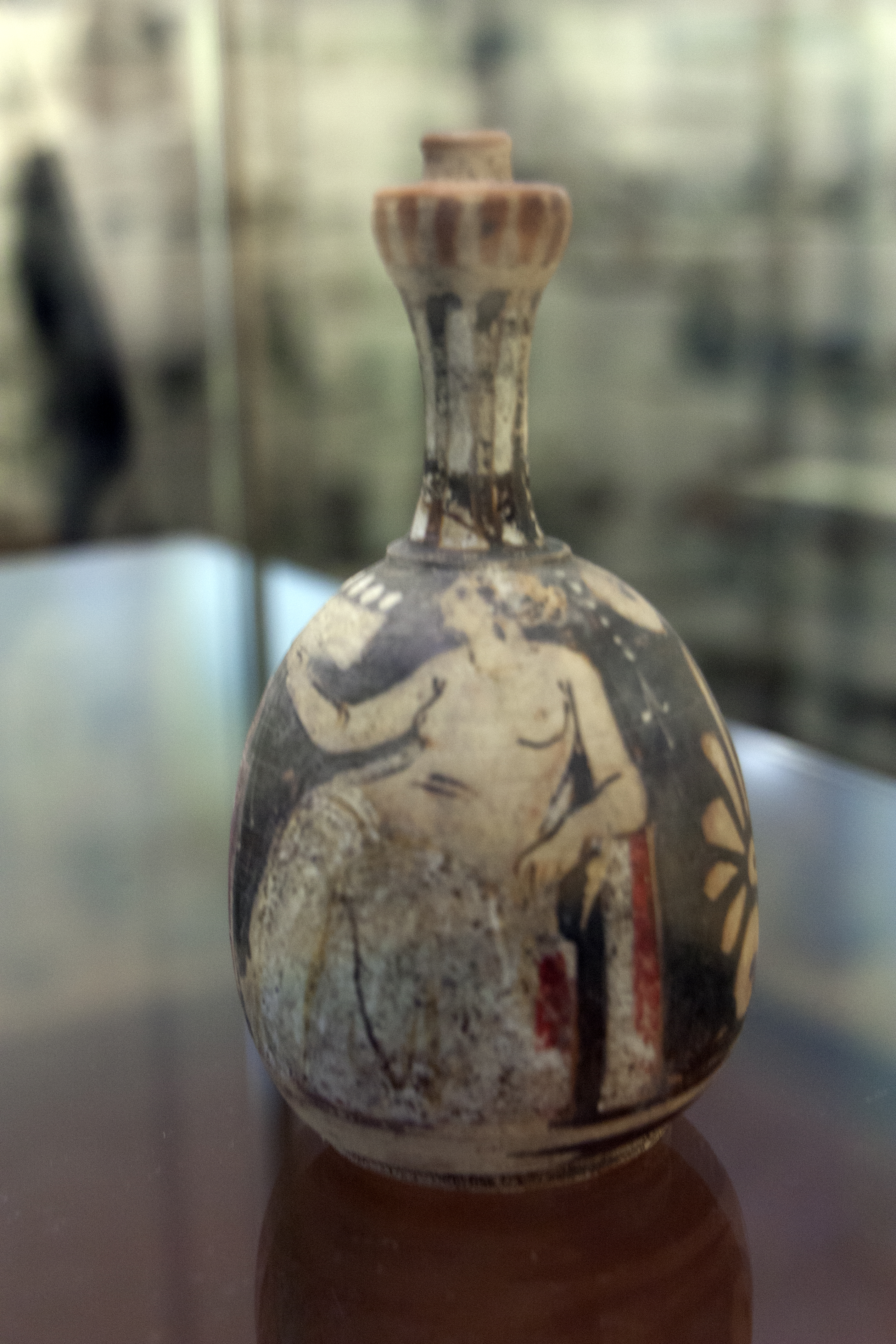